# 菲莉丝·哈丁
菲莉丝·哈丁（英語：Phyllis Harding，1907年12月15日—1992年11月16日），英国女子游泳运动员。她曾代表英国参加1924年、1928年、1932年和1936年夏季奥林匹克运动会游泳比赛，其中1924年奥运会获得一枚银牌。